# NGC 4908
NGC 4908 este o liner situată în constelația Părul Berenicei. A fost descoperită în 11 aprilie 1785 de către William Herschel. Se află la o distanță de 87,1 de megaparseci de Pământ.